# Yates Center
La ville de Yates Center est le siège du comté de Woodson, situé dans le Kansas, aux États-Unis.

## Source
- (en) Cet article est partiellement ou en totalité issu de l’article de Wikipédia en anglais intitulé « Yates Center, Kansas » (voir la liste des auteurs).